# Grand Prix automobile d'Allemagne 1989
GP précédent GP suivant
Le Grand Prix automobile d'Allemagne 1989 (Grosser Mobil 1 Preis von Deutschland), disputé sur le circuit d'Hockenheim situé dans le land de Bade-Wurtemberg en Allemagne le 30 juillet 1989, est la trente-septième édition du Grand Prix, la 477e épreuve du championnat du monde de Formule 1 courue depuis 1950 et la neuvième manche du championnat 1989.

## Course

### Classement de la course
| Pos. | No | Pilote                | Écurie                | Tours | Temps/Abandon                      | Grille | Points |
| ---- | -- | --------------------- | --------------------- | ----- | ---------------------------------- | ------ | ------ |
| 1    | 1  | Ayrton Senna          | McLaren-Honda         | 45    | 1 h 21 min 43 s 302 (224,566 km/h) | 1      | 9      |
| 2    | 2  | Alain Prost           | McLaren-Honda         | 45    | + 18 s 151                         | 2      | 6      |
| 3    | 27 | Nigel Mansell         | Ferrari               | 45    | + 1 min 23 s 254                   | 3      | 4      |
| 4    | 6  | Riccardo Patrese      | Williams-Renault      | 44    | + 1 tour                           | 5      | 3      |
| 5    | 11 | Nelson Piquet         | Lotus-Judd            | 44    | + 1 tour                           | 8      | 2      |
| 6    | 9  | Derek Warwick         | Arrows-Ford           | 44    | + 1 tour                           | 17     | 1      |
| 7    | 22 | Andrea De Cesaris     | BMS Dallara-Ford      | 44    | + 1 tour                           | 21     |        |
| 8    | 7  | Martin Brundle        | Brabham-Judd          | 44    | + 1 tour                           | 12     |        |
| 9    | 23 | Pierluigi Martini     | Minardi-Ford          | 44    | + 1 tour                           | 13     |        |
| 10   | 4  | Jean Alesi            | Tyrrell-Ford          | 43    | + 2 tours                          | 10     |        |
| 11   | 25 | René Arnoux           | Ligier-Ford           | 42    | + 3 tours                          | 23     |        |
| 12   | 10 | Eddie Cheever         | Arrows-Ford           | 40    | Alimentation                       | 25     |        |
| Abd. | 8  | Stefano Modena        | Brabham-Judd          | 37    | Moteur                             | 16     |        |
| Abd. | 12 | Satoru Nakajima       | Lotus-Judd            | 36    | Sortie de piste                    | 18     |        |
| Abd. | 16 | Ivan Capelli          | March-Judd            | 32    | Accélérateur                       | 22     |        |
| Abd. | 15 | Mauricio Gugelmin     | March-Judd            | 28    | Boîte de vitesses                  | 14     |        |
| Abd. | 20 | Emanuele Pirro        | Benetton-Ford         | 26    | Accident                           | 9      |        |
| Abd. | 30 | Philippe Alliot       | Larrousse-Lamborghini | 20    | Moteur                             | 15     |        |
| Abd. | 3  | Jonathan Palmer       | Tyrrell-Ford          | 16    | Accélérateur                       | 19     |        |
| Abd. | 28 | Gerhard Berger        | Ferrari               | 13    | Crevaison                          | 4      |        |
| Abd. | 36 | Stefan Johansson      | Onyx-Ford             | 8     | Transmission                       | 24     |        |
| Abd. | 19 | Alessandro Nannini    | Benetton-Ford         | 6     | Allumage                           | 7      |        |
| Abd. | 5  | Thierry Boutsen       | Williams-Renault      | 4     | Collision                          | 6      |        |
| Abd. | 21 | Alex Caffi            | BMS Dallara-Ford      | 2     | Panne électrique                   | 20     |        |
| Abd. | 29 | Michele Alboreto      | Larrousse-Lamborghini | 1     | Panne électrique                   | 26     |        |
| Abd. | 26 | Olivier Grouillard    | Ligier-Ford           | 0     | Transmission                       | 11     |        |
| Nq.  | 24 | Luis Pérez-Sala       | Minardi-Ford          |       | Non qualifié                       |        |        |
| Nq.  | 37 | Bertrand Gachot       | Onyx-Ford             |       | Non qualifié                       |        |        |
| Nq.  | 38 | Christian Danner      | Rial-Ford             |       | Non qualifié                       |        |        |
| Ex.  | 39 | Volker Weidler        | Rial-Ford             |       | Exclu                              |        |        |
| Npq. | 41 | Yannick Dalmas        | AGS-Ford              |       | Non préqualifié                    |        |        |
| Npq. | 17 | Nicola Larini         | Osella-Ford           |       | Non préqualifié                    |        |        |
| Npq. | 40 | Gabriele Tarquini     | AGS-Ford              |       | Non préqualifié                    |        |        |
| Npq. | 18 | Piercarlo Ghinzani    | Osella-Ford           |       | Non préqualifié                    |        |        |
| Npq. | 31 | Roberto Moreno        | Coloni-Ford           |       | Non préqualifié                    |        |        |
| Npq. | 32 | Pierre-Henri Raphanel | Coloni-Ford           |       | Non préqualifié                    |        |        |
| Npq. | 33 | Gregor Foitek         | Eurobrun-Judd         |       | Non préqualifié                    |        |        |
| Npq. | 35 | Aguri Suzuki          | Zakspeed-Yamaha       |       | Non préqualifié                    |        |        |
| Npq. | 34 | Bernd Schneider       | Zakspeed-Yamaha       |       | Non préqualifié                    |        |        |

### Pole position et record du tour
- Pole position :  Ayrton Senna (McLaren-Honda) en 1 min 42 s 300 (vitesse moyenne : 239,191 km/h)[2].
- Meilleur tour en course :  Ayrton Senna (McLaren-Honda) en 1 min 45 s 884 au 43e tour (vitesse moyenne : 231,094 km/h)[3].

### Tours en tête
- Ayrton Senna (McLaren-Honda) : 22 tours (1-19 / 43-45) ;
- Alain Prost (McLaren-Honda) : 23 tours (20-43)[4].

## Statistiques
- 18e victoire pour Ayrton Senna.
- 77e victoire pour McLaren en tant que constructeur.
- 49e victoire pour Honda en tant que motoriste.
- Volker Weidler est exclu pour avoir bénéficié d'une aide extérieure.